# Молот-Прикам'я
Хокейний клуб «Молот-Прикам'я» — хокейний клуб з м. Пермі, Росія. Заснований у 1948 році як «Команда м. Пермі», у 1957—1959 роках мала назву «СК ім. Я.М. Свердлова», у 1959—1997 — «Молот», з 1997 року носить назву «Молот-Прикам'я». Виступає у чемпіонаті Вищої хокейної ліги.  
У чемпіонатах СРСР найвищі місця — 11-е у 1962, 12-е у 1961, 13-е у 1963, у чемпіонатах МХЛ і Росії — 8-е у 1998 і 1999. Чемпіон Росії у вищій лізі (2004), бронзовий призер (2010).
Домашні ігри команда проводить в Універсальному палаці спорту «Молот» імені В.М. Лебедєва (7000).

## Історія
У хокей із шайбою в місті Пермі почали грати у 1948 році, коли на заводі імені Леніна був збудований перший майданчик. Через кілька років «Команда м. Пермі» дебютувала в класі «Б», у сезоні 1955—56 їй не вистачило лише очка для переходу в клас «А». Однак через сезон вона все-таки виступала в класі найсильніших.
З сезону 1992—93 був учасником Міжнаціональної хокейної ліги, з її скасуванням — з сезону 1996—97 в Суперлізі. У сезоні 2002—03 команда понизилась до вищої ліги, але через рік здобула перемогу у змаганнях, і підвищилась до елітного дивізіону. З сезону 2006—07 «Молот» постійно виступав у вищій лізі, а з 2010 року — в ВХЛ.
У сезоні 2010—11 в ВХЛ команда фінішувала третьою у Східній конференції, а в плей-оф в 1/8 фіналу обіграла «Казцинк-Торпедо» (3-2 у серії), а на наступному етапі поступилися «Торосу» (0-3).

## Досягнення
У чемпіонатах СРСР найвищі місця — 11-е у 1962, 12-е у 1961, 13-е у 1963, у чемпіонатах МХЛ і Росії — 8-е у 1998 і 1999.
Чемпіон Росії у вищій лізі (2004), бронзовий призер (2010).

## Тренери команди
Тренували команду: 
- В. Костарьов, В. Фокєєв, В. Спиридонов, В. Постніков, В. Первухін, А. Голіков, А. Зарубін, Г. Косолапов.

## Відомі гравці
Найсильніші гравці команди різних років:
- воротарі — В. Родочев, В. Леонов, Валерій Єрохін, Д. Хомутов;
- захисники — В. Славінський, Б. Медведєв, Ю. Пепеляєв, Н. Мітюгін, Д. Філімонов, В. Первухін, М. Стержанов, С. Плотніков, О. Гущин;
- нападник — В. Аксенов, В. Єрмолаєв, В. Маянц, Є. Неволін, В. Опарін, В. Фокєєв, В. Козирєв, С. Шитковський, Г. Савін, В. Силуков, Д. Романов, Д. Пирожков, М. Іпатов, С. Губанов, А. Агєєв, О. Савчук, М. Солдатов, А. Гулявцев, Є. Ахметов, Микола Бардін.